# Championnat d'Italie de football de deuxième division 2003-2004
Navigation
Serie B 2002-2003 Serie B 2004-2005
Le championnat d'Italie Serie B 2003-2004 a vu le sacre de l'US Palerme.
Le meilleur buteur de la saison est Luca Toni, joueur de Palerme, qui inscrit 30 buts. Il devance Cristiano Lucarelli avec 29 buts.

## Participants

### Présentation
Les vingt-quatre équipes participantes sont les suivantes :
| \| Club \| Ville \| En Serie B depuis \| Saison 2002-2003 \| Dernier entraîneur \| Stade \| \| ------------------- \| -------------- \| ----------------- \| ------------------------ \| ----------------------------- \| ----------------------------- \| \| Atalante BC \| Bergame \| 2003 \| 15e (Serie A) \| Andrea Mandorlini \| Stade Atleti Azzurri d'Italia \| \| Plaisance FC \| Plaisance \| 2003 \| 16e (Serie A) \| Luigi Cagni \| Stade Leonardo-Garilli \| \| Côme Calcio \| Côme \| 2003 \| 17e (Serie A) \| Roberto Galia \| Stade Giuseppe-Sinigaglia \| \| Torino Calcio \| Turin \| 2003 \| 18e (Serie A) \| Ezio Rossi \| Stade des Alpes \| \| US Città di Palerme \| Palerme \| 2001 \| 5e \| Francesco Guidolin \| Stade Renzo-Barbera \| \| US Triestina \| Trieste \| 2002 \| 6e \| Attilio Tesser \| Stade Nereo-Rocco \| \| Ternana Calcio \| Terni \| 1998 \| 7e \| Bruno Bolchi \| Stade Libero-Liberati \| \| Vicence Calcio \| Vicence \| 2001 \| 8e \| Giuseppe Iachini \| Stade Romeo-Menti \| \| Cagliari Calcio \| Cagliari \| 2000 \| 9e \| Edoardo Reja \| Stade Sant'Elia \| \| AS Livourne Calcio \| Livourne \| 2002 \| 10e \| Walter Mazzarri \| Stade Armando-Picchi \| \| AS Bari \| Bari \| 2001 \| 11e \| Giuseppe Pillon \| Stade San Nicola \| \| Ascoli Calcio 1898 \| Ascoli Piceno \| 2002 \| 12e \| / Aldo Ammazzalorso \| Stade Cino-et-Lillo-Del-Duca \| \| AC Venise \| Venise \| 2002 \| 13e \| Angelo Gregucci \| Stade Pier-Luigi-Penzo \| \| Hellas Vérone FC \| Vérone \| 2002 \| 14e \| Sergio Maddè \| Stade Marcantonio-Bentegodi \| \| FC Messine Peloro \| Messine \| 2001 \| 15e \| Bortolo Mutti \| Stade Giovanni-Celeste \| \| SSC Naples \| Naples \| 2001 \| 16e \| Luigi Simoni \| Stade San Paolo \| \| Calcio Catane \| Catane \| 2002 \| 17e[Note 1] \| G.Matricciani & S. Colantuono \| Stade Angelo-Massimino \| \| Genoa CFC \| Gênes \| 1995 \| 18e[Note 1] \| Luigi De Canio \| Stade Luigi-Ferraris \| \| Salernitana Sport \| Salerne \| 1999 \| 20e[Note 1] \| Stefano Pioli \| Stade Arigis \| \| Trévise FBC \| Trévise \| 2003 \| 1er (Serie C1/A) \| Adriano Buffoni \| Stadio Omobono-Tenni \| \| US Avellino \| Avellino \| 2003 \| 1er (Serie C1/B) \| Zdeněk Zeman \| Stade Partenio \| \| UC AlbinoLeffe \| Albino & Leffe \| 2003 \| 2e (Serie C1/A)[Note 2] \| Elio Gustinetti \| Stade Atleti Azzurri d'Italia \| \| Pescara Calcio \| Pescara \| 2003 \| 2e (Serie C1/B)[Note 2] \| Cetteo Di Mascio \| Stade Adriatico \| \| ACF Fiorentina \| Florence \| 2003 \| 1er (Serie C2/B)[Note 3] \| Emiliano Mondonico \| Stade Artemio-Franchi \| | Légende - Relégué de Serie A - Promu de Serie C1 |                   |                  |                               |                               |
| Club | Ville                                            | En Serie B depuis | Saison 2002-2003 | Dernier entraîneur            | Stade                         |
| Atalante BC | Bergame                                          | 2003              | 15e (Serie A)    | Andrea Mandorlini             | Stade Atleti Azzurri d'Italia |
| Plaisance FC | Plaisance                                        | 2003              | 16e (Serie A)    | Luigi Cagni                   | Stade Leonardo-Garilli        |
| Côme Calcio | Côme                                             | 2003              | 17e (Serie A)    | Roberto Galia                 | Stade Giuseppe-Sinigaglia     |
| Torino Calcio | Turin                                            | 2003              | 18e (Serie A)    | Ezio Rossi                    | Stade des Alpes               |
| US Città di Palerme | Palerme                                          | 2001              | 5e               | Francesco Guidolin            | Stade Renzo-Barbera           |
| US Triestina | Trieste                                          | 2002              | 6e               | Attilio Tesser                | Stade Nereo-Rocco             |
| Ternana Calcio | Terni                                            | 1998              | 7e               | Bruno Bolchi                  | Stade Libero-Liberati         |
| Vicence Calcio | Vicence                                          | 2001              | 8e               | Giuseppe Iachini              | Stade Romeo-Menti             |
| Cagliari Calcio | Cagliari                                         | 2000              | 9e               | Edoardo Reja                  | Stade Sant'Elia               |
| AS Livourne Calcio | Livourne                                         | 2002              | 10e              | Walter Mazzarri               | Stade Armando-Picchi          |
| AS Bari | Bari                                             | 2001              | 11e              | Giuseppe Pillon               | Stade San Nicola              |
| Ascoli Calcio 1898 | Ascoli Piceno                                    | 2002              | 12e              | / Aldo Ammazzalorso           | Stade Cino-et-Lillo-Del-Duca  |
| AC Venise | Venise                                           | 2002              | 13e              | Angelo Gregucci               | Stade Pier-Luigi-Penzo        |
| Hellas Vérone FC | Vérone                                           | 2002              | 14e              | Sergio Maddè                  | Stade Marcantonio-Bentegodi   |
| FC Messine Peloro | Messine                                          | 2001              | 15e              | Bortolo Mutti                 | Stade Giovanni-Celeste        |
| SSC Naples | Naples                                           | 2001              | 16e              | Luigi Simoni                  | Stade San Paolo               |
| Calcio Catane | Catane                                           | 2002              | 17e              | G.Matricciani & S. Colantuono | Stade Angelo-Massimino        |
| Genoa CFC | Gênes                                            | 1995              | 18e              | Luigi De Canio                | Stade Luigi-Ferraris          |
| Salernitana Sport | Salerne                                          | 1999              | 20e              | Stefano Pioli                 | Stade Arigis                  |
| Trévise FBC | Trévise                                          | 2003              | 1er (Serie C1/A) | Adriano Buffoni               | Stadio Omobono-Tenni          |
| US Avellino | Avellino                                         | 2003              | 1er (Serie C1/B) | Zdeněk Zeman                  | Stade Partenio                |
| UC AlbinoLeffe | Albino & Leffe                                   | 2003              | 2e (Serie C1/A)  | Elio Gustinetti               | Stade Atleti Azzurri d'Italia |
| Pescara Calcio | Pescara                                          | 2003              | 2e (Serie C1/B)  | Cetteo Di Mascio              | Stade Adriatico               |
| ACF Fiorentina | Florence                                         | 2003              | 1er (Serie C2/B) | Emiliano Mondonico            | Stade Artemio-Franchi         |

### Localisation des clubs engagés
| \| US Città di Palerme Cagliari Calcio AS Livourne Calcio FC Messine Peloro Atalanta BC Fiorentina Ternana Calcio Plaisance FC Calcio Catane US Triestina Ascoli Calcio 1898 Torino Calcio SSC Naples Vicence Calcio Trévise FBC Genoa CFC Salernitana Sport UC AlbinoLeffe Hellas Vérone FC AC Venise AS Bari Pescara Calcio US Avellino Calcio Côme \| Localisation des clubs engagés en Serie B. |
| US Città di Palerme Cagliari Calcio AS Livourne Calcio FC Messine Peloro Atalanta BC Fiorentina Ternana Calcio Plaisance FC Calcio Catane US Triestina Ascoli Calcio 1898 Torino Calcio SSC Naples Vicence Calcio Trévise FBC Genoa CFC Salernitana Sport UC AlbinoLeffe Hellas Vérone FC AC Venise AS Bari Pescara Calcio US Avellino Calcio Côme                                                  |

| US Città di Palerme Cagliari Calcio AS Livourne Calcio FC Messine Peloro Atalanta BC Fiorentina Ternana Calcio Plaisance FC Calcio Catane US Triestina Ascoli Calcio 1898 Torino Calcio SSC Naples Vicence Calcio Trévise FBC Genoa CFC Salernitana Sport UC AlbinoLeffe Hellas Vérone FC AC Venise AS Bari Pescara Calcio US Avellino Calcio Côme |

| Rang | Région                  | Ville          | Club                | Nombre |
| ---- | ----------------------- | -------------- | ------------------- | ------ |
| 1    | Campanie                | Avellino       | US Avellino         | 3      |
| 1    | Campanie                | Naples         | SSC Naples          | 3      |
| 1    | Campanie                | Salerne        | Salernitana Sport   | 3      |
| 1    | Lombardie               | Bergame        | Atalante BC         | 3      |
| 1    | Lombardie               | Côme           | Côme Calcio         | 3      |
| 1    | Lombardie               | Albino & Leffe | UC AlbinoLeffe      | 3      |
| 1    | Sicile                  | Catane         | Calcio Catane       | 3      |
| 1    | Sicile                  | Messine        | FC Messine Peloro   | 3      |
| 1    | Sicile                  | Palerme        | US Città di Palerme | 3      |
| 1    | Vénétie                 | Trévise        | Trévise FBC         | 3      |
| 1    | Vénétie                 | Venise         | AC Venise           | 3      |
| 1    | Vénétie                 | Vérone         | Hellas Vérone FC    | 3      |
| 5    | Toscane                 | Florence       | ACF Fiorentina      | 2      |
| 5    | Toscane                 | Livourne       | AS Livourne Calcio  | 2      |
| 6    | Abruzzes                | Pescara        | Pescara Calcio      | 1      |
| 6    | Frioul-Vénétie Julienne | Trieste        | US Triestina        | 1      |
| 6    | Ligurie                 | Gênes          | Genoa CFC           | 1      |
| 6    | Marches                 | Ascoli Piceno  | Ascoli Calcio 1898  | 1      |
| 6    | Ombrie                  | Terni          | Ternana Calcio      | 1      |
| 6    | Piémont                 | Turin          | Torino Calcio       | 1      |
| 6    | Pouilles                | Bari           | AS Bari             | 1      |
| 6    | Sardaigne               | Cagliari       | Cagliari Calcio     | 1      |

### Changements d'entraîneur
| Club                | Entraîneur partant         | Motif du départ | Date de départ    | Position   | Entraîneur arrivant            | Date d'arrivée    |
| ------------------- | -------------------------- | --------------- | ----------------- | ---------- | ------------------------------ | ----------------- |
| Ascoli Calcio 1898  | Giuseppe Pillon            |                 | 19 juin 2003      | Pré-saison | Loris Dominissini              | 30 juin 2003      |
| Calcio Catane       | Vincenzo Guerini           |                 |                   | Pré-saison | G. Matricciani & S. Colantuono |                   |
| Genoa CFC           | R. Lavezzini & V. Torrente |                 | 30 juin 2003      | Pré-saison | Roberto Donadoni               | 30 juin 2003      |
| AS Livourne Calcio  | Roberto Donadoni           |                 |                   | Pré-saison | Walter Mazzarri                |                   |
| FC Messine Peloro   | Bruno Bolchi               |                 |                   | Pré-saison | Vincenzo Patania               |                   |
| SSC Naples          | Franco Colomba             |                 |                   | Pré-saison | Andrea Agostinelli             |                   |
| US Città di Palerme | Nedo Sonetti               |                 |                   | Pré-saison | Silvio Baldini                 |                   |
| Salernitana Sport   | Franco Varrella            |                 |                   | Pré-saison | Stefano Pioli                  |                   |
| US Triestina        | Ezio Rossi                 |                 |                   | Pré-saison | Attilio Tesser                 |                   |
| AC Venise           | Gianfranco Bellotto        |                 |                   | Pré-saison | Angelo Gregucci                |                   |
| Hellas Vérone FC    | Alberto Malesani           |                 |                   | Pré-saison | Sandro Salvioni                | 19 juin 2003      |
| Vicence Calcio      | Andrea Mandorlini          |                 |                   | Pré-saison | Giuseppe Iachini               |                   |
| Atalanta BC         | Giancarlo Finardi          |                 |                   | Pré-saison | Andrea Mandorlini              |                   |
| Torino Calcio       | Giacomo Ferri              |                 |                   | Pré-saison | Ezio Rossi                     |                   |
| Trévise FBC         | / Aldo Ammazzalorso        |                 |                   | Pré-saison | Adriano Buffoni                |                   |
| US Avellino         | Salvatore Vullo            |                 |                   | Pré-saison | Zdeněk Zeman                   |                   |
| Côme Calcio         | Eugenio Fascetti           |                 | 20 avril 2004     | 23e        | Roberto Galia                  | 20 avril 2004     |
| US Città di Palerme | Silvio Baldini             | Renvoi          | 26 janvier 2004   | 3e         | Francesco Guidolin             | 27 janvier 2004   |
| Ternana Calcio      | Mario Beretta              | Renvoi          | 4 avril 2004      | 8e         | Bruno Bolchi                   | 5 avril 2004      |
| Cagliari Calcio     | Giampiero Ventura          | Renvoi          | 24 novembre 2003  | 8e         | Edoardo Reja                   | 25 novembre 2003  |
| AS Bari             | Marco Tardelli             | Renvoi          | 11 novembre 2003  | 22e        | Giuseppe Pillon                | 11 novembre 2003  |
| Ascoli Calcio 1898  | Loris Dominissini          | Renvoi          | 3 novembre 2003   | 14e        | / Aldo Ammazzalorso            | 4 novembre 2003   |
| Hellas Vérone FC    | Sandro Salvioni            | Renvoi          | 23 décembre 2003  | 21e        | Sergio Maddè                   | 24 décembre 2003  |
| FC Messine Peloro   | Vincenzo Patania           | Renvoi          | 10 octobre 2003   | 24e        | Bortolo Mutti                  | 10 octobre 2003   |
| SSC Naples          | Andrea Agostinelli         | Renvoi          | 10 novembre 2003  | 20e        | Luigi Simoni                   | 10 novembre 2003  |
| Genoa CFC           | Roberto Donadoni           | Renvoi          | 22 septembre 2003 | 20e        | Luigi De Canio                 | 22 septembre 2003 |
| Pescara Calcio      | Ivo Iaconi                 | Renvoi          | 16 mai 2004       | 21e        | Cetteo Di Mascio               |                   |
| ACF Fiorentina      | Alberto Cavasin            | Renvoi          | 10 février 2004   | 14e        | Emiliano Mondonico             | 10 février 2004   |

## Compétition

### Classement
| Rang | Équipe              | Pts | J  | G  | N  | P  | Bp | Bc | Diff |
| ---- | ------------------- | --- | -- | -- | -- | -- | -- | -- | ---- |
| 1    | US Città di Palerme | 83  | 46 | 22 | 17 | 7  | 75 | 39 | +36  |
| 2    | Cagliari Calcio     | 83  | 46 | 23 | 14 | 9  | 80 | 51 | +29  |
| 3    | AS Livourne Calcio  | 79  | 46 | 20 | 19 | 7  | 75 | 45 | +30  |
| 4    | FC Messine Peloro   | 79  | 46 | 21 | 16 | 9  | 71 | 45 | +26  |
| 5    | Atalante BC R       | 77  | 46 | 19 | 20 | 7  | 59 | 36 | +23  |
| 6    | ACF Fiorentina P    | 73  | 46 | 19 | 16 | 11 | 53 | 48 | +5   |
| 7    | Ternana Calcio      | 69  | 46 | 18 | 15 | 13 | 64 | 52 | +12  |
| 8    | Plaisance FC R      | 68  | 46 | 17 | 17 | 12 | 50 | 47 | +3   |
| 9    | Calcio Catane       | 67  | 46 | 18 | 13 | 15 | 53 | 53 | 0    |
| 10   | US Triestina        | 64  | 46 | 15 | 19 | 12 | 50 | 50 | 0    |
| 11   | Ascoli Calcio 1898  | 60  | 46 | 14 | 18 | 14 | 54 | 54 | 0    |
| 12   | Torino Calcio R     | 59  | 46 | 14 | 17 | 15 | 57 | 54 | +3   |
| 13   | SSC Naples          | 56  | 46 | 10 | 26 | 10 | 35 | 43 | -8   |
| 14   | Vicence Calcio      | 56  | 46 | 12 | 20 | 14 | 48 | 51 | -3   |
| 15   | Trévise FBC P       | 55  | 46 | 12 | 19 | 15 | 48 | 51 | -3   |
| 16   | Genoa CFC           | 55  | 46 | 13 | 16 | 17 | 57 | 62 | -5   |
| 17   | Salernitana Sport   | 55  | 46 | 14 | 13 | 19 | 36 | 53 | -17  |
| 18   | UC AlbinoLeffe P    | 54  | 46 | 13 | 15 | 18 | 47 | 59 | -12  |
| 19   | Hellas Vérone FC    | 53  | 46 | 13 | 14 | 19 | 54 | 65 | -11  |
| 20   | AC Venise           | 51  | 46 | 12 | 15 | 19 | 40 | 57 | -17  |
| 21   | AS Bari             | 50  | 46 | 13 | 11 | 22 | 50 | 63 | -13  |
| 22   | Pescara Calcio P    | 46  | 46 | 11 | 13 | 22 | 46 | 69 | -23  |
| 23   | US Avellino P       | 37  | 46 | 8  | 13 | 25 | 51 | 69 | -18  |
| 24   | Côme Calcio R       | 33  | 46 | 7  | 12 | 27 | 34 | 71 | -37  |

Promotions
- Promotion en Serie A 2004-2005
- Qualification pour les barrages de promotion

Relégations
- Repêchage en Serie B 2004-2005
- Qualification pour les barrages de relégation en Serie C1 2004-2005
- Relégation en Serie C1 2004-2005
- Rétrogradation en Serie C1 2004-2005

Abréviations
- R : Relégué de Serie A 2002-2003
- P : Promu de Serie C1 2002-2003

### Barrages de promotion
| Division            | Club       | Aller | Total | Retour | Club           | Division           |
| ------------------- | ---------- | ----- | ----- | ------ | -------------- | ------------------ |
| 15e de Serie A (D1) | AC Pérouse | 0 - 1 | 1 - 2 | 1 - 1  | ACF Fiorentina | 6e de Serie B (D2) |

### Barrages de relégation
| Division            | Club    | Aller | Total | Retour | Club      | Division            |
| ------------------- | ------- | ----- | ----- | ------ | --------- | ------------------- |
| 21e de Serie B (D2) | AS Bari | 1 - 0 | 1 - 2 | 0 - 2  | AC Venise | 20e de Serie B (D2) |

## Statistiques

### Classement des buteurs
| Rang | Buteur              | Club                | Buts |
| ---- | ------------------- | ------------------- | ---- |
| 1    | Luca Toni           | US Città di Palerme | 30   |
| 2    | Cristiano Lucarelli | AS Livourne Calcio  | 29   |
| 3    | Igor Protti         | AS Livourne Calcio  | 25   |
| 4    | Christian Riganò    | ACF Fiorentina      | 23   |
| 5    | Riccardo Zampagna   | Ternana Calcio      | 22   |
| 6    | Emanuele Calaiò     | Pescara Calcio      | 21   |
| 7    | David Suazo         | Cagliari Calcio     | 20   |
| 8    | Arturo Di Napoli    | FC Messine Peloro   | 19   |
| 9    | Mauro Esposito      | Cagliari Calcio     | 17   |
| 10   | Davide Moscardelli  | US Triestina        | 16   |
| 11   | Luigi Beghetto      | Plaisance FC        | 15   |
| 11   | Vitali Kutuzov      | US Avellino         | 15   |
| 13   | Gianfranco Zola     | Cagliari Calcio     | 13   |
| 14   | Diego Milito        | Genoa CFC           | 12   |
| 14   | Marco Carparelli    | Côme Calcio         | 12   |
| 14   | Gionatha Spinesi    | AS Bari             | 12   |
| 17   | Igor Budan          | Atalante BC         | 11   |
| 17   | Simone Tiribocchi   | Torino Calcio       | 11   |
| 19   | Denis Godeas        | US Triestina        | 10   |

## À l'issue de la saison
- Palerme, Cagliari, Livourne, Messine, Bergame et la Fiorentina sont promus en Serie A, à la suite du passage de celle-ci de 18 à 20 clubs.
- Avellino et Côme sont relégués en Serie C1. Le SSC Naples, en faillite, se voit également relégué en Serie C1. Le club, qui a plus de 70 millions d'euros de dettes, est rebaptisé Napoli Soccer pour la saison 2004-2005.
- À noter que la saison d'après la Serie B passe à 22 clubs.